# Chauncey Beadle

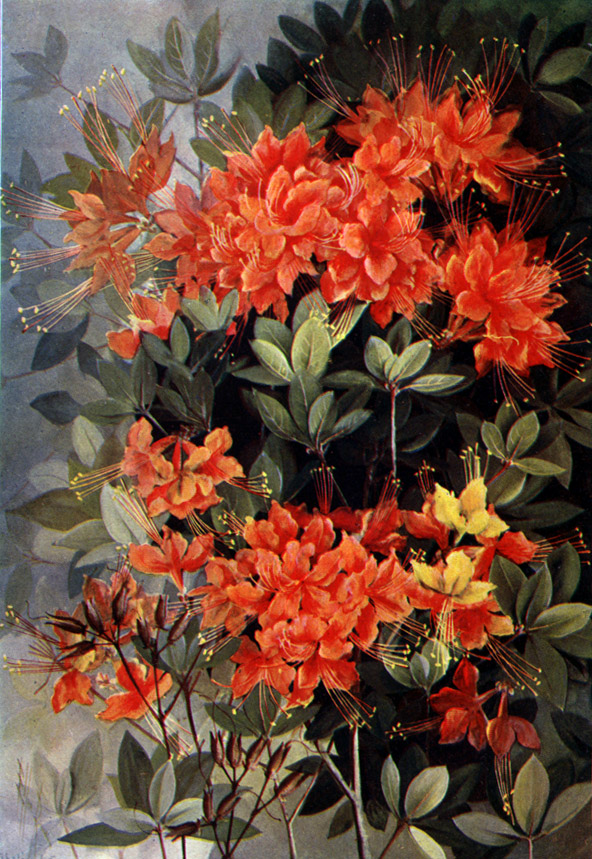
Beadle var känd för sin kultivering av azalea.

Chauncey Delos Beadle, född i St. Catharines i Kanada 5 augusti 1866, död 1950, var en botaniker med södra USA som arbetsfält. 
Han fick sin utbildning på Ontario Agricultural College 1884 och Cornell University 1889. 1890 anlitade landskapsarkitekten Frederick Law Olmsted honom för att ta hand om Biltmore Estate i Asheville, North Carolina under en kortare period.
Auktorsnamnet Beadle kan användas för Chauncey Beadle i samband med ett vetenskapligt namn inom botaniken; se Wikipediaartiklar som länkar till auktorsnamnet.